# Nicolas Bougaïeff
Nicolas Bougaïeff ist ein französisch-kanadischer Musiker und Unternehmer mit Wohnsitz in Berlin.

## Karriere
In den 1990er-Jahren unternahm Bougaïeff in Québec erste Schritte im Umfeld der elektronischen Tanzmusik, gefolgt von musikalischen Studien am Conservatoire de Musique du Québec in Montreal. Im Jahr 2008 verlegte Bougaïeff seinen Wirkungskreis nach Berlin und promovierte an der University of Huddersfield in England über Minimal Techno. Zwei Jahre später, Mitte 2010, gründete Bougaïeff gemeinsam mit mehreren Partnern das Unternehmen Liine, welches unter anderem Musikanwendungen für iOS und Android entwickelt.

## Diskografie

### Alben
- 2020: The Upward Spiral (Mute Records)[1]
- 2017: Principles of Newspeak (Denkfabrik)

### Singles & EPs
- 2019: On the Grid (Novamute)
- 2018: Permutation Djinn (Novamute)
- 2017: Cognitive Resonance (Novamute)[2]
- 2014: Pulsar Nite (Trapez)
- 2013: Decompress (Trapez)
- 2013: Max Cooper & Nicolas Bougaïeff – Movements (Traum Schallplatten)